# Lili-Anne Rundblad
Lili-Anne Rundblad född 1934, svensk dansare.

## Filmografi
- 1955 – Stampen
- 1945 - Det var en gång ...,

## Teater

### Roller
| År   | Roll        | Produktion                 | Regi          | Teater                  |
| ---- | ----------- | -------------------------- | ------------- | ----------------------- |
| 1952 | Medverkande | Klart för start Karl-Ewert | Werner Ohlson | Odeonteatern, Stockholm |